# إيفان ماكدونالد
إيفان ماكدونالد هو مصارع هاوي كندي، ولد في 29 يوليو 1981 في ألمانيا.

## وصلات خارجية
- إيفان ماكدونالد على موقع قاعدة بيانات المصارعة الدولية (الإنجليزية)
- إيفان ماكدونالد على موقع أوليمبيديا (الإنجليزية)
- إيفان ماكدونالد على موقع اللجنة الأولمبية الكندية (الإنجليزية)
- إيفان ماكدونالد على موقع اتحاد ألعاب الكومنولث (مؤرشف) (الإنجليزية)